# Rod McCall
Pour les articles homonymes, voir McCall.
Pas d'image ? Cliquez ici

a Compétitions nationales et continentales officielles uniquement.

b Matchs officiels uniquement.
Roderick James McCall, né le 20 septembre 1963 à Brisbane (Australie), est un joueur international australien de rugby à XV. Il joue avec l'équipe d'Australie de 1989 à 1996 (40 sélections). Il évolue au poste de deuxième ligne (1,98  m, 110 kg). Il remporte la Coupe du monde 1991. 

## Biographie
Il a effectué son premier test match en août 1989 contre l'équipe d'Afrique du Sud et son dernier test match en juin 1995 contre l'équipe d'Angleterre.
McCall a remporté la coupe du monde 1991 (5 matchs joués). Il a disputé aussi la coupe du monde de 1995 (3 matchs), il a été une fois capitaine.
Il a joué pour les Barbarians en août 1996 et deux fois pour le XV mondial en 1989.

## Palmarès
Rod McCall compte 40 capes avec l'équipe d'Australie, toutes en tant que titulaire, entre le 4 novembre 1989 contre l'équipe de France et le 11 juin 1995 contre l'équipe d'Angleterre. Il inscrit cinq points, un essai.
Il participe à deux éditions de la coupe du monde, remportant le titre de champion du monde lors de l'édition 1991. En 1991, il joue six rencontres, face à l'Argentine, le pays de Galles, l'Irlande, la Nouvelle-Zélande et l'Angleterre en finale. Quatre ans plus tard, en 1995, il participe aux rencontres face à l'Afrique du Sud, la Roumanie et l'Angleterre, l'Australie s'inclinant face à cette dernière en quart de finale.